# Manuel Jimenes
Manuel José Jimenes González (Baracoa (Cuba), 14 januari 1808 - Port-au-Prince (Haïti), 22 december 1854), een Cubaans militair en politicus en genationaliseerd Dominicaans staatsburger, diende als Dominicaans minister van defensie onder Pedro Santana en als president van de Dominicaanse Republiek in de periode 1848-1849.
Zijn zoon Juan Isidro Jimenes was ook president van de Dominicaanse Republiek, in de periode 1899 en 1914.

## Biografie

### Politiek
Hij was een man van liberale ideeën en was een van de ondertekenaars van het manifest 16 januari 1844.
Tijdens de eerste regering van Pedro Santana had Jimenes de rang van generaal en minister van Oorlog en Marine. Na het ontslag van Santana als voorzitter van de Dominicaanse Republiek, op 4 augustus 1848, werd general Jimenes tot president gekozen.
Jimenes verleende een gedeeltelijke amnestie aan de Trinitarianen, die hun terugkeer toegestond.
Ook heeft hij geprobeerd om de bescherming van de Franse regering te krijgen en ook de status van protectoraat van de Verenigde Staten te verkrijgen.
In 1849 werd hij geconfronteerd met een Haïtiaanse invasie. Niet in staat om de invasie van de Haïtiaanse keizer Faustin Soulouque te weerstaan, was hij gedwongen om de steun van generaal Santana zoeken. Na het verslaan van de Haïtianen wierp Santana de regering Jimenes omver, waarna Jimenes naar Curaçao en later naar Port-au-Prince (Haïti) vertrok.

### Familie
Zijn ouders waren Juan Jimenez en Altagracia Gonzalez. Jimenes huwde twee keer, eerst met Maria Francisca Reyes Ravelo op 19 augustus 1835 in Santo Domingo. Het echtpaar kregen samen vijf kinderen, Maria del Carmen, Isabel Emilia, Maria de los Dolores, Manuel Maria en Manuel de Jesus. Nadat hij hertrouwde met Altagracia Pereyra Pérez werd uit dit huwelijk Juan Isidro Jimenes Pereyra geboren die later ook president zou worden.
- Library of Congress Control Number: no2001095825
- Virtual International Authority File: 53808732
- WorldCat: E39PBJppvFQXkCgccTQc3XTbVC